# Ascaridol
El ascaridol es un compuesto orgánico natural, clasificado como un monoterpeno bicíclico que tiene un puente inusual peróxido en el grupo funcional. 

## Origen
El ascaridol es el constituyente primario del aceite de quenopodio (obtenido del Chenopodium ambrosioides, comúnmente conocido como epazote, paico o té mexicano, entre otros sinónimos).

## Descripción
Es un líquido incoloro, miscible con muchos disolventes orgánicos. Como otros peróxidos orgánicos de bajo peso molecular, es inestable y susceptible a explosión cuando se calienta o se trata con ácidos orgánicos.

## Uso terapéutico
El ascaridol ha sido usado como antihelmíntico en el control de nematodos. Produce un efecto paralizante y narcótico sobre dichos parásitos intestinales, haciendo que se desprendan del tejido intestinal al cual están adheridos.

## Advertencias
El ascaridol extraído directamente de la planta y posteriormente purificado. Posee una alta toxicidad, en virtud de lo cual, su uso como fármaco antihelmíntico fue prohibido en varios países desde hace años. Cuando se utiliza el paico, planta que contiene ascaridol con los mismos propósitos, su acción se equilibra con los efectos de los demás componentes de la planta, amortiguándose unos con otros, por lo que se piensa que la acción tóxica del ascaridol se neutraliza.
- Datos: Q419442
- Multimedia: Ascaridole / Q419442